# Hasse Ekman
Hasse Ekman (født 10. september 1915 i Stockholm, død 15. februar 2004 i Marbella) var en svensk skuespiller, filminstruktør og manuskriptforfatter.
Ekman har skrevet manuskript til Op med lille Martha, Lykken kommer og Mens porten var lukket.
Han var søn af skuespilleren Gösta Ekman og far til den yngre Gösta Ekman.

## Udvalgt filmografi
- 1964 - Äktenskapsbrottaren
- 1961 - Jaget i København
- 1960 - Kärlekens decimaler
- 1960 - Teatermysteriet
- 1959 - Frøken Chic
- 1958 – Tyvernes glade dage
- 1957 – Med glorian på sned
- 1957 – Min kone er på landet
- 1956 – Skør efter noder
- 1956 – Den syvende himmel
- 1956 - Egen ingång
- 1954 – Gabrielle
- 1953 – Gøglernes aften
- 1952 – Ildfuglen
- 1951 – Dårskapens hus
- 1950 – Pigen og hyacinten
- 1950 – Hjerter knægt
- 1950 – Den hvide kat
- 1949 – Flickan från tredje raden
- 1948 – Banketten
- 1947 – Ægtepar på vulkaner
- 1946 – Medan porten var stängd
- 1945 – Scenens børn
- 1945 – Fram för lilla Märta
- 1944 – Som folk är mest
- 1944 – Ekscellensen
- 1944 – Det sidste skud
- 1943 – Det sjette skud
- 1943 – Mellem to tog
- 1942 - Lyckan kommer
- 1942 – Flammer i mørket
- 1941 – Første flyverdivision
- 1941 – Fröken Kyrkråtta
- 1940 – Med dig i mine arme
- 1936 – Intermezzo